# Enrico Platter
Enrico Platter (* 1. November 1945 in Südtirol) ist ein deutschsprachiger Fernsehredakteur und Medienberater.

## Leben
Nachdem er an der Kunstakademie Stuttgart zum Bildhauer und am Deutschen Institut für Filme und Fernsehen (DIFF) in München zum Regisseur ausgebildet worden war, arbeitete er ab 1974 als Redakteur des Westdeutschen Rundfunks Köln (WDR) für das Kinderprogramm und war insbesondere für das Sandmännchen International und von 1977 bis 1989 die Sendung mit der Maus verantwortlich. 1988 erhielt er dafür zusammen mit Dieter Saldecki, Friedrich Streich und Armin Maiwald den Adolf-Grimme-Preis mit Gold. Er war an der Entwicklung so bekannter Sendungen wie Käpt’n Blaubär, Janoschs Traumstunde und Als die Tiere den Wald verließen beteiligt. 1993 wurde Enrico Platter vom damaligen Intendanten Friedrich Nowottny zum Hauptabteilungsleiter Fernsehfilm und Unterhaltung berufen und war bis 1998 Mitglied der WDR-Geschäftsführung. In Kooperation mit der Filmstiftung NRW zeichnete er für die Entwicklung von Fernseh-Kino-Koproduktionen wie z. B. Lola rennt verantwortlich. Nach seiner Pensionierung beim WDR war er ab 1999 als Medienberater tätig.